# Sinialliku
Sinialliku – wieś w Estonii, w prowincji Viljandi, w gminie Viljandi. Do 2013 roku w gminie Pärsti.